# Adolf Heer

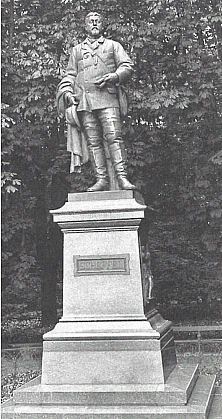
Statuia poetului Joseph Victor von Scheffel, din Heidelberg, Germania, sculpat de Adolf Heer (fotograf necunoscut, 1891)

Adolf Heer (n. 13 septembrie 1848, la Vöhrenbach, Baden (azi Baden-Württemberg, Germania - d. 29 mai, 1898, la Karlsruhe, Germania) a fost un sculptor german, fiu al sculptorului Joseph Heer.
1. ↑  RKDartists, accesat în 23 august 2017
2. 1 2  Adolf Heer, Benezit Dictionary of Artists, accesat în 9 octombrie 2017
3. 1 2 3 4 5 6 7 8 9 10 11 12 13 14  Heer, Adolf, Biographisches Jahrbuch und Deutscher Nekrolog, p. 322-324, accesat în 11 februarie 2024
4. ↑  „Adolf Heer”, Gemeinsame Normdatei, accesat în 27 aprilie 2014
5. ↑  „Adolf Heer”, Gemeinsame Normdatei, accesat în 11 februarie 2024